# Graziella De Palo
Graziella De Palo (Roma, 17 giugno 1956 –   scomparsa a Beirut il 2 settembre 1980) è stata una giornalista italiana, rapita nel settore siropalestinese di Beirut il 2 settembre 1980, con il collega Italo Toni. Di entrambi da allora non si sono più avute notizie certe, mentre il loro caso si è trasformato col tempo in un vero e proprio intrigo internazionale.

## Biografia
Figlia del capitano Vincenzo De Palo, cofondatore dell'allora gabinetto scientifico investigativo dell'Arma dei carabinieri, e di Renata Capotorti, professoressa di lettere, fin da piccola, guidata dal fratello maggiore, Giancarlo De Palo, si appassiona con lui alla professione del giornalismo seguendo le "lezioni" dispensate dal Corriere dei Piccoli. Nel novembre 1970 nasce Parliamone insieme, quindicinale di attualità e politica, del quale la sua amica coetanea Loredana Lipperini disegna le copertine e cura le diverse rubriche. 
A vent'anni Graziella e Loredana cominciano a lavorare all'agenzia di stampa Notizie radicali, nella sede storica del Partito Radicale in via di Torre Argentina, dove Graziella conosce il giornalista professionista Italo Toni, al quale si lega, e comincia a collaborare alle testate ABC, Quotidiano donna, I Consigli, Quotidiano dei Consigli, e, soprattutto, L'Astrolabio, il periodico fondato nel 1963 da Ernesto Rossi e Ferruccio Parri, e all'epoca diretto da Luigi Anderlini, eletto come Indipendente nelle liste del Partito Comunista Italiano.
Nel 1980, il direttore di Paese Sera, Giuseppe Fiori, impressionato dall'accuratezza delle inchieste di Graziella sul mondo dei Servizi Segreti, ed alla stretta interconnessione di questi ultimi con il poderoso sistema dell'industria bellica italiana, da lei rivelato, la chiama con sé al proprio quotidiano; in particolare, le commissiona un'inchiesta a puntate sull'argomento e sulle connessioni del traffico di armi tra Italia e Medio Oriente, e viceversa. Graziella aveva intervistato al riguardo più volte in merito l'onorevole socialista Falco Accame, già presidente della commissione difesa della Camera, citandone le interrogazioni parlamentari che alludono — ma senza farne esplicitamente il nome — alla figura del colonnello Stefano Giovannone, già firmatario del cosiddetto Lodo Moro e capocentro del SISMI a Beirut, dove cura i rapporti con l'Organizzazione per la Liberazione della Palestina (OLP). Graziella scrive così alcuni tra i suoi migliori e documentati articoli, in particolare quello uscito il 21 marzo 1980, intitolato False vendite, spie, società fantasma: così diamo armi.

### Viaggio in Libano e scomparsa
Il 22 agosto 1980 Graziella, in compagnia del collega Italo Toni, parte per Damasco, in Siria: destinazione il Libano e i campi profughi palestinesi. Ad organizzare e pagare il viaggio dei due giornalisti è il rappresentante dell'OLP a Roma, Nemer Hammad. 
Il 23 agosto Graziella e Italo passano in macchina la frontiera tra Siria e Libano e arrivano a Beirut Ovest, la zona della capitale libanese sotto mandato siriano, dove Al Fatah, la principale organizzazione dell'OLP, guidata direttamente da Yasser Arafat, offre loro una stanza presso l'hotel Triumph, mentre li aiuta a far da interprete un sacerdote cattolico palestinese, monsignor Ibrahim Ayad, già conosciuto e intervistato da Graziella a Roma, che li porta ad assistere ad un battesimo. 
Il 1º settembre, evidentemente preoccupati per la propria incolumità personale, i due giornalisti si recano all'ambasciata italiana a Beirut, dove comunicano al primo consigliere Guido Tonini, che fa le veci dell'ambasciatore Stefano D'Andrea, in vacanza, di voler visitare il Sud del Libano e in particolare il Castello di Beaufort, postazione dell'OLP spesso attaccata dalle forze israeliane durante la guerra civile libanese. Per proteggere la loro incolumità personale, chiedono di essere cercati dal personale dell'ambasciata se entro tre giorni non dovessero fare ritorno all'hotel Triumph, ricevendo ampie assicurazioni in tal senso.
La mattina dopo, 2 settembre, Graziella e Italo sarebbero dovuti partire per questo viaggio su una jeep del Fronte Democratico per la Liberazione della Palestina di Nayef Hawatmeh, che Graziella aveva intervistato nei giorni precedenti, come risulta dal suo taccuino. Sul veicolo avrebbe dovuto trovarsi Piera Redaelli, militante italiana filopalestinese.
Da quel momento non si troveranno più tracce dei due giornalisti.

## Le ricerche
Le ambasciate italiane di Damasco e Beirut si allertano in realtà solo alla fine di settembre, in seguito alle telefonate della famiglia di Graziella, in particolare la madre Renata Capotorti ed il fratello maggiore Giancarlo De Palo.
Giancarlo ha da subito accanto a sé il giornalista diciottenne Maurizio Caprara, appena passato da il manifesto alla cronaca di Roma del Corriere della Sera, il quale si offrirà subito di accompagnarlo a Beirut, da dove, telefonicamente, l'ambasciatore Stefano D'Andrea sollecita il viaggio dei familiari e consiglia di dare il massimo rilievo alla vicenda. D'Andrea è amico del giurista professore Francesco Capotorti, cugino primo di Renata Capotorti.
Giancarlo userà il microregistratore prestatogli da Maurizio nei propri incontri con le varie personalità contattate e, quasi subito, cominceranno ad emergere nelle varie inchieste sulla scomparsa di Graziella e Italo, le prime gravi incongruenze e contraddizioni, mentre il primo politico italiano a cui si rivolge è Luciana Castellina, che lo conforta dopo aver sentito il suo amico del SISMI, il colonnello dei Carabinieri Stefano Giovannone, corrispondente del Servizio a Beirut, al quale la famiglia De Palo era stata rimandata, dopo infinite tergiversazioni, dallo stesso Nemer Hammad. Alla vicenda viene interessato attivamente anche monsignor Ilarion Capucci, che renderà visita alla famiglia, ipotizzando che i due giornalisti si trovino in qualche prigione tra Siria e Libano.
Nel frattempo interviene anche l'inviato di Panorama, all'epoca il primo news magazine italiano, che aveva pubblicato con gran rilievo la presentazione del saggio Quale movimento/Polemica su Che Guevara, pubblicato da Graziella e Italo pochi mesi prima della loro partenza, il quale, molto pessimista, vorrebbe intervenire subito scrivendo un articolo sul caso, mentre Giancarlo, che intanto ha ricevuto le prime, importanti rassicurazioni da parte del colonnello Giovannone, che chiede il silenzio stampa, lo blocca con l'aiuto di Maurizio, offrendogli in cambio, al chiarimento di tutta la vicenda, l'esclusiva di tutte le cassette registrate. 
Agli inizi di ottobre il segretario generale del Ministero degli Affari Esteri, Francesco Malfatti di Montetretto, aveva deciso infatti di affidare l'inchiesta sulla scomparsa dei due giornalisti proprio al capocentro del SISMI a Beirut, il colonnello Giovannone, e non all'ambasciatore italiano a Beirut, Stefano d’Andrea, subito dopo che, il 18 ottobre 1980, l'ambasciatore D'Andrea aveva scritto allo stesso Malfatti un telex segreto nel quale comunicava che il rapimento di Graziella e di Italo era opera di Al Fatah, precisando di essere a conoscenza perfino dei nomi dei loro killer.
Il Malfatti, che si scoprirà in seguito essere affiliato alla P2, nasconde l'esistenza di questo telex allo stesso Presidente della Repubblica Sandro Pertini, che prende subito molto a cuore la vicenda, durante il primo dei quattro ricevimenti della famiglia, nell'ottobre 1980 e omettendo di convocarlo lo trasferisce improvvisamente a Copenaghen.
Dopo l'udienza dal presidente Pertini, Giancarlo, uscito dal Quirinale, si reca, nell'estremo tentativo di vederci chiaro, direttamente a casa del colonnello Giovannone, il cui indirizzo aveva trovato sull'elenco telefonico. Gli apre, circondata da una muta di pastori maremmani, la signora Giovannone, tesa ma gentile e gli dice che il marito è a Beirut, dove si occupa notte e giorno della vicenda, in attesa, per quanto riguarda Graziella, del suo felice epilogo: infatti un aereo militare è pronto a rimpatriarla. Appena il marito ripasserà per Roma, si farà vivo con lui per incontrarlo.
Intanto, sia i familiari di Graziella che quelli di Italo avevano ricevuto da un oscuro funzionario (tale Formica) dell'ufficio Emigrazione della Farnesina, diretto dall'Ambasciatore Giovanni Migliuolo, una telefonata che vietava loro di recarsi in Libano "per ordini superiori": il contrario di quanto aveva auspicato nei primi giorni dalla notizia della scomparsa l'allora ambasciatore Stefano D'Andrea.
Stefano Giovannone, quando si incontra per la prima volta con Giancarlo, nel pomeriggio del 30 novembre 1980 al Caffè Doney di via Veneto, allo scopo di scagionare l'OLP, cerca di accreditare la tesi che i due giornalisti siano stati rapiti a Beirut Est, la zona della città controllata dai Falangisti cristiano-maroniti, sostenendo che almeno Graziella sia ancora viva. Nasce così il depistaggio della "falsa Graziella", costruito ad arte servendosi del viaggio a Beirut Est della Massona romana Edera Corrà, la quale si sarebbe registrata all'albergo Montemar, dove alloggiava con due connazionali italiani, con il nome di Graziella De Palo, telefonando anche, sempre a nome di Graziella, al capo delle Milizie Falangiste Bechir Gemayel per chiedergli un'intervista, che le viene gentilmente accordata. Poco dopo, però, alla Corrà viene comunicato il ritrovamento dei cadaveri dei due giornalisti italiani all'ospedale americano di Beirut Ovest. D'Andrea non concede alla Corrà di assistere al rinvenimento delle salme, con il risultato di vedersi accusato da lei e, molti mesi dopo, dallo stesso colonnello Giovannone di averne fatto occultare i corpi. Qualche tempo dopo, un giornalista vecchio amico di Italo Toni, si fa vivo con la famiglia De Palo: è il redattore de L'Europeo Piero Petrucci, che si offre di accompagnare i familiari a Beirut a spese dell'editore Rizzoli. In quello stesso periodo, il Ministero degli Esteri aveva chiesto ai familiari una somma di danaro per finanziare le ricerche.
La notizia dell'imminente partenza di Petrucci preoccupa Giovannone, che manovra Giancarlo in ogni modo possibile per impedirla. A parte i familiari di Graziella, Piero Petrucci sarà il primo, e per lungo tempo unico, inviato a Beirut per scrivere una corrispondenza sul caso, intitolata E un giorno a Beirut sparirono nel nulla. L'articolo giustappone, senza prendere posizione, le diverse ipotesi sulla duplice scomparsa, proprio come vuole il colonnello Giovannone, che ne è l'ispiratore occulto e che trasforma il Petrucci in un suo galoppino, fornendogli materiale per altri articoli in cambio del ritorno del silenzio stampa sulla vicenda.
Il 18 aprile 1981, la famiglia De Palo si reca a Damasco per incontrare Yasser Arafat, il quale, conferma che Graziella è viva e ne promette la liberazione attraverso una trattativa con le autorità Falangiste, ma il 12 giugno 1981, la milizia cristiano maronita smentisce la paternità del rapimento, avvenuto a Beirut ovest, territorio sotto lo stretto controllo dell'OLP.
Il 14 gennaio 1982 il governo italiano apre un'istruttoria, affidandola a Giancarlo Armati, sostituto procuratore della Procura di Roma. Il 24 gennaio 1983, la famiglia De Palo si reca nuovamente in Libano, portando con sé una delegazione di giornalisti italiani. A invitare la famiglia a recarsi nuovamente in Libano è stato Abu Ayad, capo dei servizi segreti dell'OLP, che dichiara che Graziella è ancora viva e in mano ai Falangisti cristiano-maroniti. Anche questo viaggio non porta ad alcun risultato concreto nelle indagini.

## Ipotesi sulla scomparsa
La scomparsa di Graziella De Palo e Italo Toni è stata spesso messa in relazione con il sequestro dei missili ad Ortona nella notte tra il 7 e l'8 novembre 1979, un sequestro che portò all'arresto di Abu Anzeh Saleh, palestinese con passaporto giordano, responsabile della struttura militare clandestina del FPLP in Italia. Pochi giorni dopo, il 13 novembre, venne incriminato anche George Habash, leader del FPLP. In quell'occasione il FPLP accusò l'Italia di non aver rispettato i patti, riferendosi al lodo Moro e annunciando pesanti ritorsioni. Il processo contro Habbash e Saleh iniziò proprio nell'agosto del 1980, quando Graziella De Palo e Toni si stavano recando prima a Damasco e poi in Libano.
Il giudice Armati in base agli atti processuali ha negato un collegamento tra la vicenda di Ortona, l'arresto di Habbash e il caso De Palo-Toni. Il giudice ha accertato che i due giornalisti italiani furono prelevati all'hotel Triumph dai miliziani di Habbash, interrogati e uccisi poche ore dopo o pochi giorni dopo. Armati chiese il rinvio a giudizio del colonnello Giovannone e del generale Santovito, direttore del SISMI, per favoreggiamento, ma, a causa della morte di questi ultimi, l'inchiesta si concluse con un nulla di fatto. Nel 1986, George Habbash fu assolto in tutti i gradi di giudizio per insufficienza di prove.
Graziella De Palo stava indagando anche sulla strage di Bologna, avvenuta il 2 agosto 1980, un mese esatto prima della sua scomparsa: secondo il fratello Giancarlo, i giornalisti seguivano la "pista libanese", un depistaggio messo in atto dalla giornalista Rita Porena e volto a scaricare le responsabilità della strage sui Falangisti cristiano-maroniti.
Nel 1984 il presidente del consiglio Bettino Craxi appose il segreto di Stato sulla vicenda. I nomi stessi di Graziella e Italo vengono rimossi dagli elenchi degli appositi annali ufficiali internazionali, che nominano i giornalisti caduti nel mondo sul mestiere. Il segreto di Stato viene parzialmente rimosso il 28 agosto 2014, per ciò che non riguarda i rapporti tra Italia e organizzazioni palestinesi (lodo Moro).
Nel dicembre 2019 la procura di Roma riapre l'inchiesta.
Nell'agosto 2020 appare su wikileaks italian un documento desecretato che descrive come si sarebbero svolti i fatti secondo la deposizione dell'agente segreto Elio Ciolini:
II Reparto - SM - Ufficio Operazioni
N. 15500/31 di prot. "R"
ROMA 31.3.1982
AL SIGNOR DIRETTORE DEL SISMI
OGGETTO: Appunto
Testo: A seguito della conversazione avuta dalla SV con il Gen. D. Carlo Alberto DALLA CHIESA in data 24 marzo u.s., trasmetto l'unito appunto.
IL GENERALE
(firma cancellata)
a sinistra:
timbro 3DIC1993
timbro ..OT 14187
a destra
timbro SENATO DELLA REPUBBLICA CAMERA DEI DEPUTATI 000263 COMMISSIONE MITROKHIN UFFICIO STRALCIO
timbro DECLASSIFICATO con foglio n. ______ con a fianco a penna scritta "a NON CLASSIFICA"
1) il 2.9.1980 in località "Pakani Krtia, quartiere Sabra" di Beirut (Libano), presso la sede dell'O.L.P. - frazione democratica, di cui è responsabile Nayef HAWETMEH, ha avuto luogo una riunione cui hanno partecipato un uomo politico, un armatore, un militare, un finanziere, due rappresentanti della "Trilaterale Italiana", tutti di cittadinanza italiana e fratelli della "Loggia Riservata", nonché Stefano Delle Chiaie, rappresentante della "OT" e un finanziere internazionale non italiano.
2) Scopo della riunione:
- contratto di vendita di materiale tecnologico italiano-francese;
- intervento dell'OLP presso il Governo Siriano a favore della "Trilaterale" per un contratto commerciale;
- collaborazione dell'OLP e della "OT" in Europa.
3) Al termine della riunione, sempre nella sede dell'OLP, si sono incontrati lo stesso HAWETMEH ed una giovane donna che aveva già concordato una intervista. Nell'occasione la giornalista, riconosciute le persone convenute con HAWETMEH nel momento in cui stavano per uscire dalla sala di riunione, si presentava come Graziella DI PALO.
4) HAWETMEH appreso dal Delle Chiaie che gli italiani si erano dimostrati dispiaciuti di essere stati individuati nella sede dell'OLP dalla giornalista, pregava la donna di rinviare l'intervista, riservandosi di chiamarla dal suo albergo (Continental-Ranchia).
5) Un altro incontro tra HAWETMEH e i suoi ospiti, la DI PALO ed un altro giornalista (successivamente identificato come Italo TONI), ha avuto luogo nel ristorante "Ylazlar". Nayef HAWETMEH, subito dopo, invitava tutti i suddetti nel suo domicilio, dove si sottoponeva all'intervista dei due giornalisti in presenza dei cittadini italiani.
Nella circostanza l'HAWETMEH si mostrava particolarmente loquace e, nel concludere l'intervista, manifestava propositi minacciosi nei confronti della giovane donna.
6) A questo punto l'altro giornalista (TONI) esternava proteste in merito alle intenzioni espresse dal palestinese. Contemporaneamente, gli uomini di HAWETMEH (sempre presenti) espellevano il giornalista, mentre lo stesso HAWETMEH invitava i suoi ospiti a "seguire il suo esempio"
7) Nonostante la richiesta di aiuto della DI PALO, nessuno degli italiani presenti faceva alcunché in suo favore avendo compreso che la sorte dei due giornalisti era stata segnata per averli riconosciuti. L'unico che avrebbe potuto intercedere per la DI PALO sarebbe stato il DELLE CHIAIE, in ottimi rapporti di amicizia con l'HAWETMEH, al quale esprimevano consenso anche il finanziere internazionale e due degli italiani presenti.
8) L'esatto svolgimento degli avvenimenti veniva riferito da un testimone oculare che accompagnava un membro della "trilaterale", senza poter aiutare la DI PALO.
9) Sull'accaduto sarebbe stata scritta una relazione conservata da un agente della CIA in America Latina.»
()

## Indagini giornalistiche
Marco Boato fu il solo politico vicino alla famiglia nei primi anni della tragedia.
Il caso Toni-De Palo ritorna all'attenzione dei media e dell'opinione pubblica nel venticinquesimo della scomparsa, tramite un sito web e una puntata del programma Chi l'ha visto? del gennaio 2006. La loro scomparsa è stata oggetto di una memoria presso l'Unione nazionale cronisti italiani. Inoltre, grazie a petizioni firmate su iniziativa dell'Ordine dei giornalisti delle Marche e soprattutto all'intervento del sindaco di Roma Gianni Alemanno prima e del presidente del COPASIR Francesco Rutelli, che era stato amico di Graziella ai tempi della comune militanza nel Partito Radicale, poi, il segreto di Stato è stato rimosso dal Governo Berlusconi su circa 1240 documenti direttamente riguardanti la sparizione di Toni e della De Palo. Inoltre, l'allora Ministro dell'Interno Roberto Maroni ha dichiarato Graziella e Italo Toni Vittime del Terrorismo. Ferruccio Pinotti dedica alla scomparsa di Graziella De Palo e Italo Toni il principale capitolo (Segreto di Stato) del suo libro inchiesta sulla Massoneria italiana Fratelli d'Italia. L'anno successivo Amedeo Ricucci, coinvolto da Pinotti, realizza un documentario di un'ora per La storia siamo noi di Giovanni Minoli, intitolato Un mistero di Stato. Il caso Toni-De Palo (2008), poi replicato da Rai 3 per vari anni e che costituisce il più dettagliato contributo televisivo sul caso.
L'11 settembre 2009, l'allora sindaco Gianni Alemanno organizzò un convegno internazionale in Campidoglio intitolato Graziella e Italo: una giornata per non dimenticare, integralmente registrato e trasmesso da Radio Radicale. Lo stesso anno viene a loro dedicato il concerto inaugurale della stagione sinfonica di Santa Cecilia. Dall'anno successivo i due giornalisti sono ricordati anche con una messa annuale a suffragio, il 2 settembre nella Basilica di Santa Maria in Aracoeli e l'intitolazione ai loro nomi di due viali in Villa Gordiani.
In seguito alla risonanza suscitata dal convegno del 2009, il senatore Francesco Rutelli convoca in audizione al COPASIR il fratello Giancarlo De Palo. I De Palo, infatti, nei mesi precedenti, avevano presentato un'istanza formale al premier Silvio Berlusconi per ottenere l'abolizione del segreto di Stato apposto nel 1984. Rutelli, con una lettera sottoscritta all'unanimità da tutti i membri del comitato, chiede ed ottiene da Berlusconi, la desecretazione di tutta quella documentazione in possesso dell'AISE sulla scomparsa che non fosse direttamente attinente agli accordi stipulati in segreto dal SISMI con l'Organizzazione per la Liberazione della Palestina e che costituiscono il cosiddetto Lodo Moro. Si tratta dell'unico caso nella storia italiana che abbia visto l'attuazione delle nuove norme sulla disciplina del Segreto di Stato introdotte dall'ultimo governo di Romano Prodi con la legge 3 agosto 2007, n. 124, istitutiva dello stesso COPASIR.
Sul caso di Graziella De Palo viene pubblicato nel 2012 anche Omicidio di Stato, tratto dalla tesi di laurea del cugino Nicola De Palo, contenente documentazione fornita dal fratello Giancarlo. Nel maggio 2017, Bompiani pubblica, nella collana Narratori italiani, il libro di Loredana Lipperini L'arrivo di Saturno, che ricostruisce la storia della loro amicizia, dagli anni "trasgressivi" dell'adolescenza, fino all'ingresso nel Partito Radicale, dove Graziella si legherà con Italo Toni. Il 2 settembre 2022 Rai Radio 3, diretta da Andrea Montanari, ha diffuso il podcast in cinque episodi sulla piattaforma Rai Play Sound Graziella De Palo/Una storia italiana, realizzato dalla stessa Loredana Lipperini, che costituisce un'aggiornata ricostruzione di questa tragedia e che ha avuto la sua prima rappresentazione teatrale il 2 ottobre 2022 in occasione della festa di Rai Radio 3 a Ravenna.

## Opere
- Graziella De Palo e Italo Toni, Quale movimento. Polemica su Che Guevara, Milano, Mazzotta, 1978.
- Altre Indagini: Beirut, Libano – 2 settembre 1980 (2025), podcast in due puntate a cura di Stefano Nazzi.[7][8]

## Riconoscimenti
- Premio Antonio Russo
  - 2009 – Premio speciale alla memoria[9]

## Filmografia
- La storia siamo noi - Un mistero di Stato. Il caso Toni-De Palo, regia di Amedeo Ricucci (2008)[10]